# Навицкас, Вилюс
Ви́люс Нави́цкас (лит. Vilius Navickas; 14 октября 1959, Каунас) — литовский политический и общественный деятель, инженер-механик по специальности; мэр города Вильнюса с февраля 2009 года до 15 декабря 2010 года.

## Биография
Окончил среднюю школу в Вильнюсе (1977), затем Вильнюсский инженерно-строительный институт (1982).
Работал инспектором технического контроля Государственной автоинспекции (1982—1991. Директор ЗАО „VEDA“ (1991—2003), консультант ЗАО „Eurokubas“ (2003), директор ЗАО „Euro-Construct“ (2005).
С 2001 года член Вильнюсского отделения партии Союз Отечества (Консерваторы Литвы). С 2007 года член совета Вильнюсского самоуправления. 11 февраля 2009 года избран мэром Вильнюса, сместив Юозаса Имбрасаса . 9 марта в вильнюсской Ратуше состоялась церемония инаугурации нового мэра.
В октябре 2010 года Навицкас стал участником скандала, вызванного попыткой мэра снять с должности контролёра самоуправления Шарунаса Скучаса. В ответ Скучас предал гласности в литовских средствах массовой информации аудиозапись телефонного разговора, в котором Навицкас давал ему указания по проведению ревизий, выгодных для правящей коалиции и неблагоприятных для оппозиции. В результате по отношению к мэру Вильнюса было начато досудебное расследование, а партия «Союз отечества — христианские демократы» исключила Навицкаса. Представители пяти фракций городского совета  потребовали его отставки. 15 декабря Навицкас заявил о своей отставке. Во время тайного голосования на заседании городского совета за отставку Навицкаса проголосовали 42 члена горсовета, двое были против.
После отставки Навицкаса городской совет мэром Вильнюса избрал Раймундаса Алекну («за» 29 членов горсовета, «против» 13, 2 бюллетеня испорчены).